# Ácido perfluorooctanoico
Ácido perfluorooctanóico (PFOA), também conhecido como C8 e perfluorooctanoato, é um ácido carboxílico perfluorado e fluorosurfactante sintético e estável. Uma aplicação industrial é como surfactante na polimerização em emulsão de fluoropolímeros. O PFOA tem sido produzido desde os anos 1940 mediante síntese industrial. Também pode ser formado pela degradação de precursores, tais como os fluorotelômeros.

## História
A 3M (então Minnesota Mining and Manufacturing Company) começou a produzir PFOA por fluoração eletroquímica em 1947. A partir de 1951, a DuPont comprou o PFOA da 3M para usá-lo na fabricação de fluoropolímeros específicos - com a marca comercial Teflon®. Mas, internamente, a DuPont referia-se ao material como C8.
No outono de 2000, o advogado Rob Bilott, sócio da Taft Stettinius & Hollister, obteve uma ordem judicial que obrigava a DuPont a compartilhar toda a documentação relacionada ao PFOA. Isso incluiu 110 000 arquivos, incluindo estudos e relatórios confidenciais conduzidos por cientistas da DuPont durante décadas. Desde 1993, a DuPont sabia que "o PFOA causou tumores testiculares, pancreáticos e hepáticos cancerosos em animais de laboratório". Ocorre que os produtos fabricados com PFOA eram responsáveis por parte considerável do lucro anual da DuPont de aproximadamente USD 1 bilhão de dólares. Então, a empresa optou por continuar usando o PFOA. Billott descobriu que tanto a "3M quanto a DuPont vinham conduzindo estudos médicos secretos sobre o PFOA por mais de quatro décadas" e que, em 1961, a DuPont estava ciente da ocorrência de hepatomegalia em ratos alimentados com PFOA.
Em 1968, foram detectados organofluorados no soro sanguíneo dos consumidores, e, em 1976, foi sugerido que tal conteúdo fosse proveniente do PFOA ou de algum composto relacionado, tal como o ácido perfluoro-octanossulfônico PFOS.
Bilott relatou como a DuPont estava conscientemente poluindo a água com os PFOAs em Parkersburg (Virgínia Ocidental), desde os anos 1980. Nas décadas de 1980 e 1990, pesquisadores investigaram a toxicidade do PFOA.
Em 1999, a Agência de Proteção Ambiental dos Estados Unidos (EPA) determinou que a indústria química examinasse os efeitos de produtos perfluorados, depois de receber dados sobre a distribuição global e a toxicidade do PFOS. Por esse motivo e sob pressão da EPA,  a 3M anunciou, em maio de 2000, que interromperia a produção de PFOA, PFOS e produtos relacionados ao PFOS - incluindo o repelente de insetos mais vendido da empresa. A 3M declarou ter tomado essa decisão independentemente da pressão exercida pela EPA.
Após a interrupção da produção de PFOA pela 3M, em 2002, a DuPont construiu uma fábrica em Fayetteville (Carolina do Norte) para produzir a substância.
Em 2005, o governo dos EUA advertiu  que a exposição a baixos níveis de uma substância química utilizada na fabricação do Teflon®  poderia causar riscos à saúde.
Segundo um relatório preliminar da EPA, o ácido perfluoro-octanoico, conhecido como PFOA - material isolante muito resistente ao calor e à corrosão, utilizado em utensílios de cozinha - poderia ter efeitos nocivos à saude humana. O relatório baseou-se em testes feitos em animais e concluiu haver provas de que a substância provoca câncer nos ratos de laboratório. Ainda segundo o relatório, a substância provavelmente causaria danos ao fígado e também estava presente no leite materno dos ratos que o ingeriram nos laboratórios. Além disso, o PFOA teria potencial de elevar os níveis de colesterol e os triglicéridos no sangue. Essa possibilidade já havia sido levantada por um estudo divulgado pela multinacional química Dupont. A empresa, no entanto, ressaltou que não encontrou provas de que a substância causasse problemas para a saúde em geral.
O PFOA ganhou notoriedade não só por causa das determinações da EPA como também em consequência de ações judiciais movidas por pessoas residentes em torno das instalações da DuPont, em Washington (Virgínia Ocidental), e que haviam sido contaminadas pelo PFOA. Pesquisas sobre o PFOA demonstraram ubiquidade, toxicidade para animais e algumas associações com parâmetros de saúde humana e efeitos potenciais sobre a saúde. Além disso, os avanços da química analítica nos últimos anos permitiram a detecção rotineira de níveis muito baixos de PFOA em várias substâncias.  Em 2013, a Gore-Tex eliminou o uso de PFOAs na fabricação de seus tecidos à prova d'água. O GenX foi então introduzido como substituto do PFOA; porém um estudo de 2015, que testou seus efeitos em ratos, mostrou que o GenX causou muitos dos mesmos problemas de saúde causados pelo  PFOA.
Por seu trabalho acerca da contaminação, o advogado Rob Bilott recebeu o Right Livelihood Award ("Nobel Alternativo") em 2017. Sua batalha com a DuPont é destacada no documentário The Devil We Know, que estreou em 2018, no Sundance Film Festival.
O ácido perfluorooctanóico continua a ser empregado como um surfactante na polimerização em emulsão de PTFE, embora vários fabricantes tenham abandonado completamente seu uso.

## Mecanismos de Toxicidade
Embora amplamente estudados, os mecanismos moleculares de toxicidade induzida por PFOA ainda são muito incertos. Segundo os dados mais recentes, o ácido perfluorooctanóico produz uma série de efeitos adversos por ativação do PPARα ou Peroxisome proliferator-activated receptor alpha. No entanto, alguns efeitos adversos do PFOA também podem ocorrer por mecanismos independentes deste recetor. Quanto aos mecanismos dependentes do PPARα, pensa-se que o PFOA se liga a este recetor, ativando-o e alterando a sua conformação, o que acaba por provocar toxicidade. Os mecanismos independentes do PPARα englobam a ativação de outros recetores nucleares, como o PXR. O PFOA, ao induzir a via de sinalização PXR, provoca a ativação da p53, o que culmina na apoptose e morte celular. O PFOA causa, através destes dois tipos de mecanismos, hepatotoxicidade, toxicidade reprodutiva, toxicidade endócrina, imunotoxicidade, neurotoxicidade e carcinogenicidade. 

## Toxicocinética
Absorção
O ácido perfluorooctanóico é absorvido após exposição oral, inalatória e cutânea. A maior parte da exposição crónica a PFOA resulta da ingestão de alimentos contaminados e água potável ou da inalação de partículas de ar, poeiras e roupas impregnadas com esta substância. As exposições cutâneas ao PFOA produzem toxicidade sistémica em animais.
Distribuição
Os perfluoroalquilos são amplamente distribuídos no corpo, com concentrações mais elevadas no osso, pulmão, fígado, rins e sangue. Não foram detetados níveis de PFOA no cérebro. 
Metabolismo
Estudos em humanos e animais indicaram que o PFOA não é metabolizado. Esta ausência de metabolismo parece ser explicada pelas ligações de fluorocarbono extremamente fortes no PFOA.
Excreção
O PFOA e todos os perfluoralquilos são eliminados principalmente na urina, com quantidades menores eliminadas nas fezes e no leite materno. A excreção urinária de perfluoroalquilos envolve filtração glomerular, secreção e reabsorção tubular renal. Há estudos que sugerem que a via de absorção não tem um efeito substancial nas taxas de eliminação de PFOA absorvido.

## Riscos sanitários e ambientais
O PFOA persiste indefinidamente no ambiente, tendo sido proposta a sua inclusão na lista da Convenção de Estocolmo sobre Poluentes Orgânicos Persistentes. É um agente tóxico e carcinogênico em animais. Foi detectado no sangue de mais de 98% da população dos EUA, na faixa de baixa concentração e de subpartes por bilhão. Os níveis são mais altos entre os funcionários de fábricas de produtos químicos e nas comunidades vizinhas às fábricas. Uma população maior foi exposta em razão do despejo maciço de resíduos de PFOA no oceano e perto do vale do Rio Ohio.
A substância também foi detectada em resíduos industriais, carpetes resistentes a manchas, líquidos de limpeza de carpetes, poeira doméstica, sacos de pipoca de microondas, água, alimentos e panelas de Teflon. Como resultado de uma ação coletiva movida por uma comunidade contra a DuPont, três epidemiologistas estudaram a população que residia em torno de uma fábrica e que havia sido exposta ao PFOA, em níveis superiores aos verificados na população em geral. Os estudos concluíram que havia uma provável associação entre a exposição ao PFOA e seis desfechos de saúde: câncer renal, câncer testicular, doenças da tireoide, hipercolesterolemia (colesterol alto) e hipertensão induzida pela gravidez.